# آلاله برفی
آلاله برفی (نام علمی: Ranunculus nivalis) نام یک گونه از سرده آلاله است.